# Левкипп (из Мессении)
Левки́пп (др.-греч. Λεύκιππος «белоконный, едущий на белых конях») — в древнегреческой мифологии — сын Горгофоны и Эбала (по другой версии, Периера), брат Тиндарея, отец Фебы (не путать с дочерью Урана или с дочерью Леды), Гилайеры и Арсинои. Арсиноя стала матерью Асклепия.
Дочери Левкиппа Гилайера и Феба были просватаны за Идаса и Линкея, но похищены их двоюродными братьями — Кастором и Полидевком. За это Кастор впоследствии был убит. Полидевк, однако, избежал такой участи, потому что ему Зевсом было даровано бессмертие.
Согласно мессенцам, от него названо селение Левктры в Лаконике.